# .gp
.gp је највиши Интернет домен државних кодова (ccTLD) за Гваделуп.